# Jan Puzdrowski
Jan Zenon Puzdrowski herbu Jastrzębiec (ur. 23 czerwca 1877 w Zielonej, zm. 12 lutego 1935 w Zagórzu) – polski lekarz, działacz sokoli i społeczny.

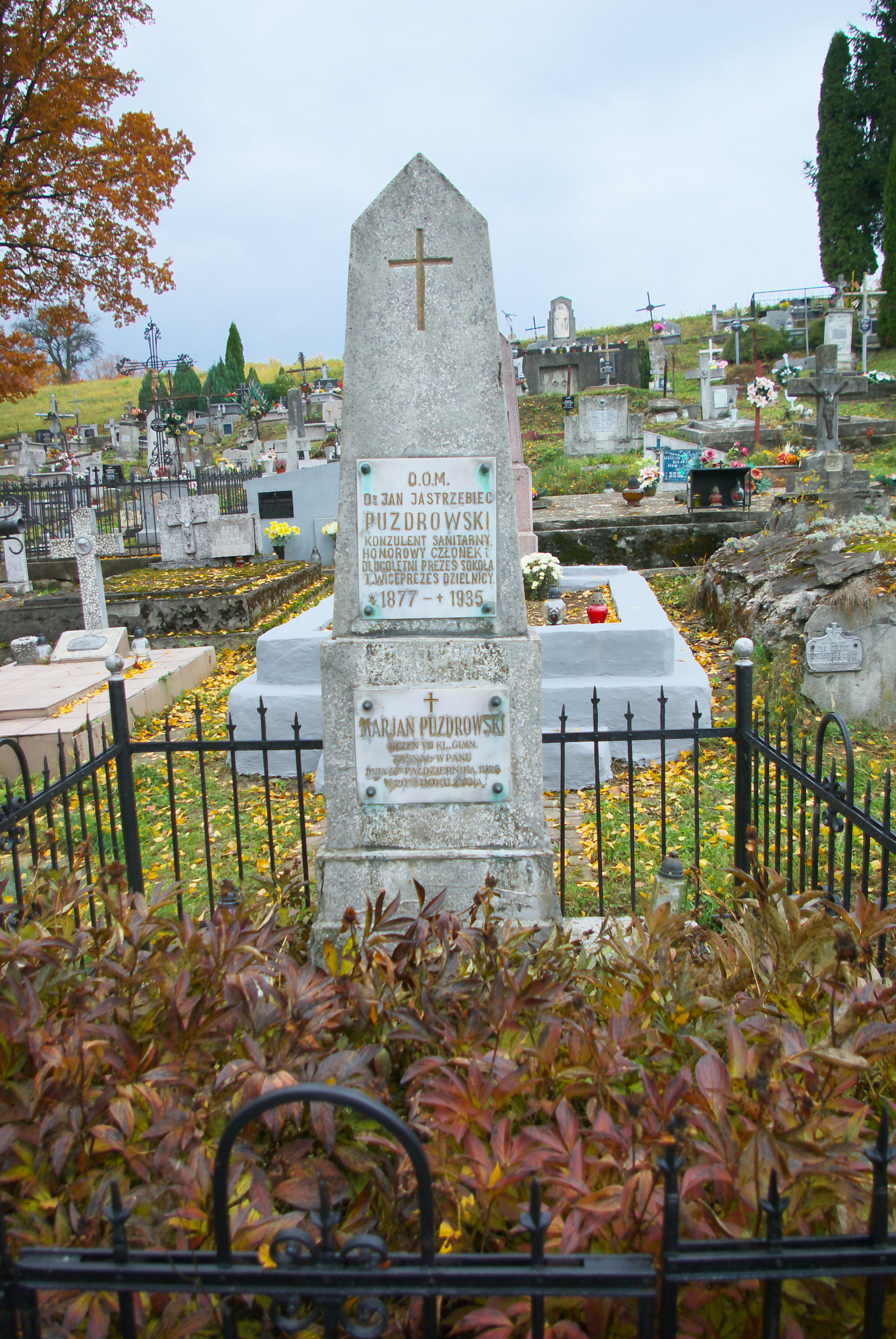
Nagrobek Jana Puzdrowskiego

## Życiorys
Jan Zenon Puzdrowski urodził się 23 czerwca 1877 w Zielonej. Wywodził się rodu szlacheckiego Puzdrowskich herbu Jastrzębiec. Był synem Augusta (1838-1905, powstaniec styczniowy, urzędnik kolejowy w Galicji, do około 1905 rewident w składzie materiałów we Lwowie przy tamtejszej C. K. Dyrekcji Kolei Państwowych) i Marii z domu Cukrowicz. 
Kształcił się w C. K. Gimnazjum w Stryju, gdzie w 1895 ukończył VII klasę. Studiował na Wydziale Lekarskim Uniwersytetu Lwowskiego, gdzie podczas trzeciego roku studiów na początku 1899 otrzymał stypendium fundacji Potockiego, a na piątym roku na początku 1901 otrzymał stypendium Antoniego Dydyńskiego. Ukończył studia medyczne uzyskując stopień doktora.
Początkowo pracował jako lekarz na obszarze powiatu nadwórniańskiego: od około 1904 do około 1906 w rodzinnej Zielonej, a około 1906/1907 w Pniowie. Od około 1907 praktykował jako lekarz w Sanoku, a od około 1909 w Zagórzu. Został lekarzem w służbie kolejowej, pełniąc obowiązki medyka także przy wypadkach kolejowych. Pełnił stanowisko konzulenta sanitarnego. Pełniąc stanowisko był organizatorem drużyn polowych Stałych Drużyn Sokolich. Podczas wojny polsko-ukraińskiej 1918-1919 stanął na czele powołanego Komitetu Obrońców Węzła Zagórskiego.
W 1904 wstąpił do Polskiego Towarzystwa Gimnastycznego „Sokół”. Od tego czasu działał w tej organizacji w Nadwórnej, następnie w Łopatynie, gdzie w 1908 założył gniazdo „Sokoła”. W tymże roku został służbowo przeniesiony do Zagórza, gdzie od 1909 do końca życia był prezesem miejscowego gniazda sokolego (m.in. wybrany w 1918, w tymże roku reaktywował gniazdo zagórskiego „Sokoła”). Po strawieniu przez pożar sokolni w Zagórzu w 1933, dzięki jego staraniom i założonego przez niego komitetu odbudowy gmachu w ciągu kilku miesięcy wybudowano nową siedzibę towarzystwa, poświęconą 8 września 1934. Ponadto sprawował stanowiska prezesa Okręgu II sanockiego oraz od 1931 do końca życia wiceprezesa Dzielnicy Małopolskiej PTG „Sokół”. Po strawieniu przez pożar zagórskiej sokolni działał na rzecz odbudowy, dzięki czemu 8 września 1934 została oddana do użytku nowa siedziba. W dniach 15-16 września 1934 odbyły się uroczystości w Zagórzu, podczas których zbiegły się jubileusze 40-lecia założenia gniazda sokolego w mieście i 25-lecia prezesury dr. Puzdrowskiego oraz okoliczność oddania do użytku nowej sokolni. Na wniosek Dzielnicy Małopolskiej PTG „Sokół” z 15 listopada 1934 został odznaczony odznakę sokolą 10 lutego 1935, której nie odebrał już osobiście.
Poza pracą w ruchu sokolim był aktywny również w innych dziedzinach. Od 1909 działał w ramach Towarzystwa Szkoły Ludowej. W 1908 zaangażował się w działalność zarządu Kasy im. Stefczyka, w której od 1919 był prezesem rady nadzorczej. W 1922 był założycielem w Zagórzu pierwszego w dzielnicy małopolskiej oddziału Polskiego Czerwonego Krzyża. Był członkiem Lwowskiej Izby Lekarskiej. Sam uczestniczył w ćwiczeniach cielesnych oraz propagował wychowanie fizyczne.
4 czerwca 1904 w Sanoku poślubił Zofię Bośniacką (ur. 1883), córkę Antoniego Leona Grzymały Bośniackiego, emerytowanego radcy C. K. Sądu Krajowego, adwokata przy C. K. Sądzie Obwodowym w Sanoku. Został szwagrem profesora sanockiego gimnazjum Stanisława Borowiczki, od 1911 męża Heleny Bośniackiej.
Zmarł 12 lutego 1935. W pożegnalnym artykule został określony przez dr. Mariana Wolańczyka jednym z najwybitniejszych organizatorów „Sokoła”. 14 lutego 1935, po nabożeństwie w kościele w Zagórzu pod przewodnictwem ks. kan. Władysława Wójcika oraz po uroczystym i licznym pogrzebie z udziałem wielu przedstawicieli sokolstwa, został pochowany na miejscowym cmentarzu. W jego grobowcu został pochowany syn, Marian Puzdrowski (ur. 13 grudnia 1908 w Zagórzu, zm. 4 października 1928 będąc uczniem ostatniej klasy gimnazjum w Sanoku). Drugim z jego synów był Juliusz Krzysztof Puzdrowski (ur. 9 kwietnia 1907 w Pniowie, absolwent sanockiego gimnazjum z 1925, zmarł podczas II wojny światowej na obszarze ZSRR; w 1962 został upamiętniony wśród innych osób wymienionych na tablicy Mauzoleum Ofiar II Wojny Światowej na Cmentarzu Centralnym w Sanoku).
12 lipca 1936 w gmachu „Sokoła” w Zagórzu odbyła się uroczystość odsłonięcia tablicy pamiątkowej z popiersiem ku czci dr. Jana Puzdrowskiego, a zaprojektowanej przez Józefa Sitarza.

## Odznaczenia i wyróżnienia
- Dyplom honorowy i krzyż wojskowy Straży Kolejowej[1][3]
- Dyplom uznania przyznany przez Towarzystwo Szkoły Ludowej[1]
- Dwa medale wojskowe przyznane za czas inwazji rosyjskiej podczas I wojny światowej[1][3]
- Odznaka Honorowa „Orlęta”[1][3]
- Krzyż Armii „Wschodu”[1][3]
- Krzyż Obrońców Węzła Zagórskiego[1][3]
- Odznaka sokola (1935)[4][15][1]